# Списки катастроф
Неповні списки природних та рукотворних катастроф.

## Стихійні лиха
- Списки катастроф, спричинених природними силами.
- Список стихійних лих за кількістю загиблих
- Список екологічних катастроф
- Список пожеж
- Список лісових пожеж
- Список повені
- Список хвиль тепла
- Список льодових штормів
- Список зсувів
- Список сонячних бур
- Списки торнадо
- Список тропічних циклонів
- Список цунамі
- Список вивержень вулканів
- Список лавин
- Список заметіль
- Список подій derecho
- Список посух
- Списки землетрусів

## Аварії
- Списки катастроф, спричинених випадковими діями людини.
- Список аварій і катастроф за кількістю загиблих

### Транспорт
- Найбільші авіаційні катастрофи
- 100 найбільших авіаційних катастроф
- Список авіакатастроф
- Найбільші авіаційні катастрофи у США
- Авіаційні катастрофи за участю глав держав
- Список аварій та інцидентів за участю комерційних літаків
- Списки аварій та інцидентів за участю військової авіації
- Список аварій дирижаблів
- Список аварій на повітряних куль
- Список аварій та інцидентів за участю вертольотів
- Список аварій ліфтів
- Список морських катастроф
- Список корабельних аварій
- Список залізничних аварій
- Список дорожньо-транспортних пригод
- Список аварій та інцидентів, пов'язаних із космічними польотами

### Промисловість
- Список техногенних катастроф
- Список аварій при видобутку природного газу та нафти
- Список структурних руйнувань і обвалів
- Список поламок мостів
- Список поламок гребель
- Список несправностей дамби
- Список обвалів щогл і веж
- Список збоїв сучасної інфраструктури
- Список вибухів
- Список гірничих катастроф
- Список нещасних випадків на шахтах
- Список катастроф з видобутку золота
- Ядерні та радіаційні аварії
- Список затонулих атомних підводних човнів
- Список розливів нафти

### Здоров'я
- Список голодоморів
- Список епідемій
- Список масових евакуацій
- Список випадків зараження лікарськими засобами
- Список випадків отруєння метанолом
- Список випадків забруднення харчових продуктів

## Рукотворні лиха
Це списки катастроф, спричинених свідомими діями людини.
- Список антропогенних катастроф
- Перелік інцидентів із радіоактивними джерелами
- Список масових вбивств
- Список військових катастроф
- Список заворушень
- Список терористичних інцидентів
- Список воєн
- Список військових конфліктів (1000—1499)
- Список нещасних випадків у парках розваг
- Список вибухів
- Список пожеж
- Перелік пожеж будівель або споруд
- Список циркових пожеж
- Список пожеж у нічних клубах
- Список міських і міських пожеж
- Перелік пожеж на транспорті
- Список аварій та інцидентів з феєрверками
- Список техногенних масових отруєнь

## Катастрофи за місцем виникнення
- Катастрофи в Антарктиді
- Катастрофи в Австралії
- Катастрофи в Білорусі
- Катастрофи у Великій Британії та Ірландії
- Катастрофи на Гаїті
- Катастрофи в Греції
- Катастрофи в Індонезії
- Катастрофи в Італії
- Катастрофи в Казахстані
- Катастрофи в Канаді
- Катастрофи в Китаї
- Катастрофи в Латвії
- Катастрофи в Мексиці
- Катастрофи в Новій Зеландії
- Катастрофи в Пакистані
- Катастрофи в Польщі
- Катастрофи в Південній Кореї
- Катастрофи в Росії
- Катастрофи в Саудівській Аравії
- Катастрофи в СРСР
- Катастрофи в США
- Катастрофи в Таїланді
- Катастрофи в Україні
  - Екологічні катастрофи в Україні
- Катастрофи на Філіппінах
- Катастрофи в Хорватії